# عقاب والبرگ
عقاب والبرگ (نام علمی: Hieraaetus wahlbergi) نام یک گونه از سرده بازعقاب‌های کوچک است.